# Wanda Lattes
Wanda Lattes (Firenze, 24 maggio 1922 – Firenze, 2 giugno 2018) è stata una giornalista e scrittrice italiana.

## Biografia
Wanda Lattes nacque a Firenze da una famiglia ebraica di antiquari con negozio sul Ponte Vecchio. Frequentò le scuole ebraiche e aderì alla Resistenza nelle formazioni comuniste. 
Durante la militanza nella Resistenza conobbe il giornalista e scrittore apolide di origine polacca Alberto Nirenstein, ufficiale delle Brigate Ebraiche. 
La coppia si sposò nel 1945 e negli anni nacquero tre figlie: Fiamma, Susanna e Simona.

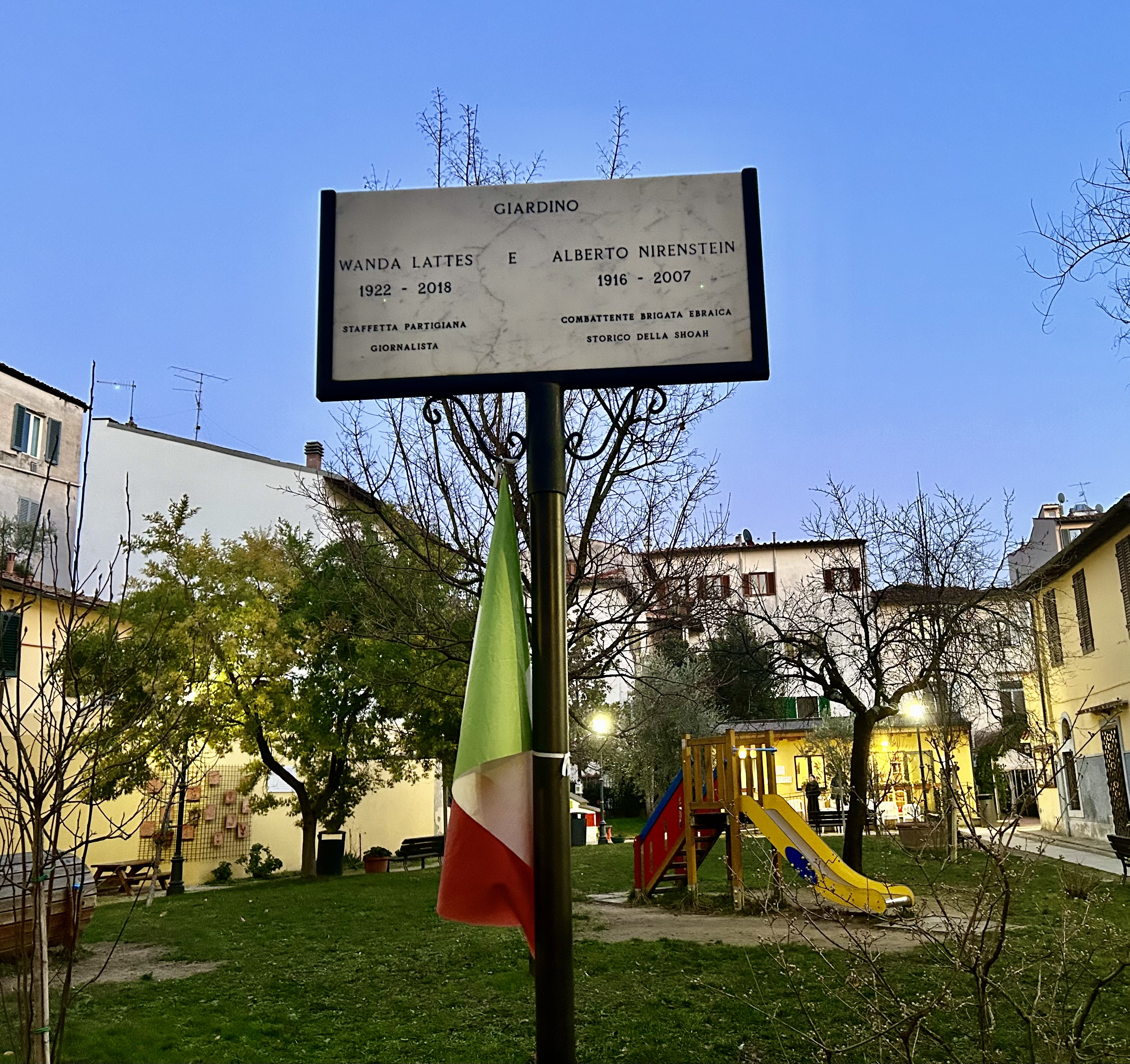
Giardino Borgo Allegri

Dal 1949 al 1956 lavorò nella redazione del Nuovo Corriere sotto la direzione di Romano Bilenchi, che considererà il suo maestro. Alla chiusura della testata passò al Giornale del Mattino e dal 1975 lavorò al quotidiano La Nazione. 
Nel 1990 entrò nella redazione del Corriere della Sera.
Contribuì a fondare Il Corriere Fiorentino.
Wanda Lattes è morta nel 2018, a 96 anni, nella sua casa fiorentina in Campo di Marte. 

## Omaggi
- Il 20 settembre 2021, a lei e al marito è stato intitolato il giardino di Borgo Allegri[3].

## Pubblicazioni
- Come le cinque dita di una mano. Storie di una famiglia di ebrei da Firenze a Gerusalemme di Alberto, Fiamma, Simona, Susanna e Wanda Nirenstein, Edizioni Rizzoli, 1998
- E Hitler ordinò: "Distruggete Firenze". Breve storia dell'arte in guerra (1943-1948), Sansoni editore, 2001